# Mystacides dentatus
Mystacides dentatus is een schietmot uit de familie Leptoceridae. De soort komt voor in het Palearctisch gebied.